# Knoop-provning
Knoop-provning är en metod för hårdhetsmätning på nästan vilka plastiska material som helst. Metoden togs fram 1939 av F. Knoop vid dåvarande National Bureau of Standards (NBS, numera NIST, National Institute of Standards and Technology) i USA. Principen påminner om Vickersprovning, men arbetar med en osymmetrisk mätspets. Denna utgörs av en fyrsidig pyramid med rombisk bas, där den längre diagonalen är 7 gånger så lång som den kortare, och toppvinklarna mellan motstående sidor i pyramidens spets är 172,5° resp 130°.
Vid mätningen trycks spetsen med ett fastställt tryck under ca 20 sekunder mot provföremålet. Vid tunna folier kan presstrycket vara så lågt som 10 gf; vid mer hållfasta provföremål uppåt 0,5 kgf. Hårdhetstalet HK räknas sedan ut med hjälp av längden på den större diagonalen i intryckgropen i relation till intryckskraften. Denna längd är mycket liten, och måste fastställas med ett högupplösande mätmikroskop på ±0,5 µm när. För att det skall vara möjligt måste provföremålet vara noggrant polerat. Avtrycket blir synnerligen litet, vilket möjliggör mätning på mycket små provföremål.